# Son Woo-hyun
Son Hyun-seok (en hangul, 손현석) mejor conocido artísticamente como Son Woo-hyun (hangul: 손우현), es un actor, cantante y compositor surcoreano.
Son debutó como actor cuando fue elegido para la aclamada serie de televisión de Corea del Sur, Miss Ripley (2011). Habiendo hecho su nombre, Son apareció en una variedad de papeles diferentes de numerosas películas y series de televisión exitosas de Corea del Sur. Algunos de sus trabajos más notables incluyen The Nokdu Flower (2019), Touch (2020), To My Star (2021), Mouse (2021) y Golden Spoon (2022). 

## Biografía
Son Woo-hyeon nació con el nombre de Son Hyeon-seok el 30 de noviembre de 1989 en el distrito Seo de la quinta ciudad más grande de Corea del Sur, Daejeon. Siendo criado en una familia de cuatro, Son es el niño más joven de la familia. Son recibió educación primaria en la Escuela Primaria Seowon en Deajeon. Después de graduarse, Son fue a la escuela secundaria Daejeon Samcheon y a la escuela secundaria Chungnam para su educación secundaria. Estudió con éxito en la Universidad Kookmin (국민대학교), en el departamento de Teatro y Cine de la Facultad de Artes Escénicas y obtuvo su título de bachiller.
El 4 de diciembre de 2012, para no causar interrupciones, Son se alistó discretamente en las Fuerzas Armadas de la República de Corea para cumplir su servicio militar obligatorio. Durante el reclutamiento, Son se desempeñó como sargento en el vuelo 722 de la Fuerza Aérea de la República de Corea. Fue dado de baja del servicio a finales de 2014.

## Carrera

### Música
En 2009, Son debutó como miembro de una banda de trío llamada Three Musketeers bajo el sello discográfico Open World Entertainment. Durante el período de promoción, Son usó el nombre artístico de " Hwarang ". A principios de marzo de 2010, la banda regresó con un cambio de concepto como grupo de baile de rimas infantiles y la canción principal de "Eat Eat" ( Hangul : "먹어 먹어"). La canción principal se convirtió en un éxito instantáneo y se usa ampliamente en los reality shows como música de fondo cada vez que hay escenas en las que los artistas comen en el aire, especialmente en Up To The King. Recientemente se ha convertido en la música de fondo representativa de Delicious Guys.
Con la decisión de Open World Entertainment de fusionarse y cambiar el nombre del trío, Son debutó como líder de un grupo ídolo de K-pop, X-5 , bajo el nombre artístico de "Ghun" el 19 de abril de 2011. Después de su exitoso debut, X-5 ganó una gran atención y fue conocido popularmente como 'Tall Idols'. En ese momento, también recibieron mucho apoyo y publicidad como el 'grupo de hermanos' de The Boss, una banda de chicos de la misma agencia.
El 22 de abril de 2011, se lanzó el sencillo Xenos y se presentó la canción principal "Shohajima". Durante el escenario principal, X-5 dejó una fuerte impresión en la audiencia mientras actuaban y bailaban con gafas de sol. Seis meses después, el 9 de diciembre de 2011, lanzaron un miniálbum Dangerous, con la canción principal del mismo nombre.
El 13 de abril de 2012, poco menos de un año después del debut oficial, X-5 se vio obligado a cancelar todas las apariciones públicas planificadas y las actividades futuras se suspendieron después de que se desarrollara un escándalo que rodeaba al director ejecutivo de Open World Entertainment. Tras el arresto del CEO en diciembre de 2012, X-5 se disolvió oficialmente y Son terminó su contrato con Open World Entertainment, dejando la agencia poco después.

### Televisión
En mayo de 2012, Son hizo su debut como actor cuando X-5 participa en la serie de televisión aclamada por la crítica, Miss Ripley (2011). Como un éxito comercial de 2011, atrajo publicidad y atención al grupo. Al mes siguiente, Son volvió a participar en otra serie de televisión, Spy Myung-wol (2011). Producida y transmitida por Korean Broadcasting System (KBS), una de las tres emisoras de televisión líderes en Corea del Sur, la serie logró un índice de audiencia de más de 10 en su estreno.
Después de su baja del ejército en 2'014, Son centró la dirección de su carrera en la actuación y desde entonces ha asumido varios papeles en proyectos de televisión y pantalla grande. A partir de 2015, Son recibió múltiples respaldos de alto nivel de algunas, si no las marcas más grandes: Fortune 500 globales como Apple, Samsung,  LG,  Kia  y Nivea  para los lanzamientos de productos y anuncios.  Además de eso, Son también desempeñó un papel principal en una campaña del gobierno de Corea del Sur, X-project, administrada y dirigida por el Ministerio de Ciencia, TIC y Planificación del Futuro. 
En 2016, Son regresó a las series de televisión desde que se alistó en el ejército. Fue elegido para Blow Breeze (2016), un drama surcoreano de comedia romántica sobre una niña norcoreana que está interesada en bailar y que se va a Corea del Sur, donde conoce a un abogado que será su amante de por vida. La serie obtuvo una calificación de audiencia promedio a nivel nacional de 15 por sus 50 episodios en MBC entre el 27 de agosto de 2016 y el 26 de febrero de 2017. 
Más tarde, en 2016, Son desempeñó un papel principal en un cortometraje, Butterfly Effect (2016) mientras hacía la transición de la serie de televisión a la pantalla grande .
En 2017, Son tiene su primer debut en la pantalla grande cuando se le ofrece un papel secundario en Excavator (2017), una película de guerra que sigue a un paracaidista a través de una serie de eventos durante el levantamiento de Gwangju del 18 de mayo de 1980. En el mismo año, Son recibió una oferta de papel principal en una serie web de romance de oficina titulada Love Intern Choi Woo Sung (2017) donde interpretó a un pasante de oficina que finalmente se da cuenta del frío-duro de la realidad de la sociedad moderna. Son asumió un papel en otra serie web de 2017 ,No Bad Days (2017) que contaba la historia de una veinteañera que intenta encontrar un equilibrio entre el trabajo, el amor y las relaciones.
El 2018 marcó un año tranquilo para Son, ya que continuó ascendiendo en la industria de la actuación con Live (2018) como prioridad. Dirigida por Kim Kyu-tae y protagonizada por la estrella Hallyu, Lee Kwang-soo, Live (2018) atrajo la atención que tanto necesitaba gracias a su lanzamiento tanto en Netflix como en la televisión por cable. El papel de Son como oficial de policía de patrulla en la serie lo puso en el centro de atención cuando a los espectadores les gustaba su apariencia de uniforme de policía. Unos meses más tarde, Son apareció en Just Dance.(2018), una serie de televisión de género vida y deporte basada en el documental del mismo nombre. Cuenta la historia de un grupo de estudiantes de la Escuela Secundaria Vocacional de Geoje Girl con diferentes sueños, tratando de ser mejores bailarines a pesar de sus luchas en la vida. Aproximadamente en el mismo período, Son también reanuda su papel original en No Bad Days 2 (2018) como secuela de la serie web de 2017, No Bad Days, en la que participó anteriormente. 

### 2019-2020: popularidad creciente y éxito general
A partir de 2019, Son ve una elevación en su carrera en términos de atención pública y ofertas de roles como resultado de su mayor nivel de participación en las principales series de televisión producidas y transmitidas por las principales emisoras de Corea del Sur, en particular MBC, SBS y TvN. Esto está respaldado por el hecho de que las series de televisión realizadas bajo la marca de las principales emisoras a menudo pueden encabezar la lista y dominar el ranking de audiencia de Nationwide por su capacidad para reunir publicidad e intereses significativos de las audiencias Hallyu de todo el mundo. Marcando el comienzo está  Nokdu Flower, una serie de SBS. La serie de televisión histórica de 2019 que se centra en los hechos reales de la revolución campesina de Donghak y la batalla de Ugeumchi que tuvo lugar en 1894. En la serie, Son interpreta el papel de un comandante justo y comprensivo de la guardia imperial de Joseon que se siente profundamente campesinos en rebelión y está dispuesto a ayudarlos a lograr su buena causa a pesar de la postura opuesta en la que se encuentra. Durante su carrera principal, Nokdu Flower logró una calificación constante de 13.2 solo en el área metropolitana de Seúl y 11.5 en todo el país. 
El mismo año, Son participó en la temporada 3 de Drama Stage de TvN (2019) en el capítulo de " Woman with a Bleeding Ear ", interpretando el papel del novio de una mujer llamada Kim Soo Hee. Poco después, Son protagonizó una serie web exclusiva de YouTube, About Youth (2019) que cuenta una historia inspiradora de cuatro jóvenes que intentan alcanzar sus sueños a su manera mientras luchan contra los estigmas sociales y culturales. Con un casting  de pantalla grande, asumió un papel secundario en Crazy Romance (2019), la primera película comercial dirigida por Kim Han Gyeol, que también marca 16 años desde que Kim Rae-won y Gong Hyo-jin colaboraron por última vez en el clásico drama coreano Snowman.
En enero de 2020 se unió al elenco recurrente de la serie Touch donde interpretó a Lee Hyun-joo, un asistente de "Cha Beauty", además protagonizó la película de acción juvenil Justice High (2020) dirigida por Chae Yeo-jun.

### 2021-presente: Avance y éxito continuo
El 22 de enero de 2021 se unió al elenco principal de la serie web To My Star donde dio vida a Kang Seo Joon, un actor que alguna vez fue una de las estrellas más grandes y populares de Corea del Sur, pero cuya carrera ahora está en declive, hasta el final de la serie el 5 de febrero de 2021.
En agosto de 2021, Son firmó un contrato exclusivo con King Kong by Starship, una subsidiaria de Starship Entertainment, que a menudo se considera un jugador importante y una de las fuerzas impulsoras detrás de la industria del K-pop. 

## Filmografía

### Series de televisión
| Año  | Título                                             | Personaje                      | Notas                        | Ref.        |
| ---- | -------------------------------------------------- | ------------------------------ | ---------------------------- | ----------- |
| 2025 | The Scandal of Chunhwa                             | Príncipe heredero Lee Seung    | Serie web                    | [ 5 ] [ 6 ] |
| 2023 | Battle for Happiness                               | Lee Jin-seop                   |                              |             |
| 2022 | Golden Spoon                                       | Jang Moon-ki                   |                              | [ 7 ]       |
| 2021 | Mouse                                              | Kim Joon-seong                 | Cameo (Ep. 3-4, 18)          |             |
| 2021 | Okay Kwang Sisters                                 | Na Pyun-seung                  |                              |             |
| 2021 | Doom at Your Service                               | "Siberia"                      | (ep. #3) - (invitado)        |             |
| 2020 | Tale of the Nine Tailed                            | Jung Hyun-woo                  | (ep. #2, 9, 16) - (invitado) |             |
| 2020 | Touch                                              | Lee Hyun-joon                  |                              |             |
| 2019 | Drama Stage Season 3 - "Woman with a Bleeding Ear" | Chu Jae-young                  | 1 episodio                   |             |
| 2019 | The Nokdu Flower                                   | Lee Gyu-tae                    |                              |             |
| 2018 | Just Dance                                         | -                              | Aparición especial           |             |
| 2018 | Live                                               | oficial de policía de patrulla | Aparición especial           |             |
| 2016 | Blow Breeze                                        | Diputado Yoon                  |                              |             |
| 2011 | Spy Myung-wol                                      | -                              | ep. #9 - (invitado)          |             |
| 2011 | Miss Ripley                                        | -                              | ep. #3 - (cameo)             |             |

### Series web
| Año  | Título                           | Personaje          | Notas        |
| ---- | -------------------------------- | ------------------ | ------------ |
| 2024 | The Love Story of Chunhwa        | Crown Prince Seung |              |
| 2022 | To My Star 2: Our Untold Stories | Kang Seo-joon      | 10 episodios |
| 2021 | To My Star                       | Kang Seo-joon      | 9 episodios  |
| 2019 | Cat's Bar                        | Ik-hyun            |              |
| 2019 | About Youth (어바웃 유스)        | Park Ha-woong      | 8 episodios  |
| 2018 | No Bad Days                      | Park Jeong Woo     | Temporada 2  |
| 2017 | No Bad Days                      | Park Jeong Woo     | Temporada 1  |
| 2017 | Love Intern Choi Woo Sung        | Choi Woo-sung      |              |

### Películas
| Año  | Título                    | Personaje                | Notas                                                              | Ref.         |
| ---- | ------------------------- | ------------------------ | ------------------------------------------------------------------ | ------------ |
| 2024 | La niña de mis ojos       | Novio de Seon-ah         |                                                                    | [ 8 ]        |
| 2021 | Jjamppong Bigwon          | Park Soon-kyung          | Aparición especial - como alguacil                                 |              |
| 2021 | We're not good at parting | Hae Rang                 |                                                                    |              |
| 2021 | You Ghosted Me for a Week | Joo-won                  |                                                                    |              |
| 2021 | To My Star                | Kang Seo-joon            | junto a Kim Kang-min, Kong Jae-hyun, Jeon Jae-yeong y Kim Jin-kwon |              |
| 2020 | Justice High              | Hae-sung                 | junto a Jung Da-eun y Oh Seung-hoon                                | [ 9 ] [ 10 ] |
| 2019 | Crazy Romance             | Do-yoon                  |                                                                    |              |
| 2018 | Bomberman                 | Min Jae Ho               | Rol principal                                                      |              |
| 2017 | Is Mr. Kim Dead?          | -                        | Rol principal                                                      |              |
| 2017 | Excavator                 | Estudiante universitario |                                                                    |              |
| 2017 | Control                   | -                        |                                                                    |              |
| 2016 | Butterfly Effect          | Joon-young               | Rol principal                                                      |              |

### Teatro
| Año  | Título           | Personaje | Notas                                                                                  |
| ---- | ---------------- | --------- | -------------------------------------------------------------------------------------- |
| 2018 | 달걀의 모든 얼굴 | -         | junto a Shin Seung-hwan, Yoon Yoo-sun, Kim Jung-young, Jeong Seok-yong y Yang Hyun-min |
| 2019 | 달걀의 모든 얼굴 | -         | junto a Shin Seung-hwan, Yoon Yoo-sun, Kim Jung-young, Jeong Seok-yong y Yang Hyun-min |

### Music video
| Año  | Título      | Álbum                              | Artista          |
| ---- | ----------- | ---------------------------------- | ---------------- |
| 2011 | "Dangerous" | Dangerous                          | X-5              |
| 2022 | "Nothing"   | Beautiful Moment OST Special Track | con Song Ji-Yeon |

## Discografía
| OST  | OST                   | OST                                                | OST                           |
| Año  | Título                | Álbum                                              | Notas                         |
| ---- | --------------------- | -------------------------------------------------- | ----------------------------- |
| 2021 | "To My Star"          | To My Star (Original Webdrama Soundtrack)          |                               |
| 2022 | "Every Single Moment" | To My Star (Original Television Soundtrack, Pt. 2) | Colaboración con Kim Kang-min |

## Créditos de composición
Todos los créditos están adaptados de la Korea Music Copyright Association, a menos que se indique lo contrario.
| Año  | Título                | Álbum                                              | Artista                      | Letras     | Letras | Música     | Música | Arreglo    | Arreglo                   |
| Año  | Título                | Álbum                                              | Artista                      | Acreditado | Con    | Acreditado | Con    | Acreditado | Con                       |
| ---- | --------------------- | -------------------------------------------------- | ---------------------------- | ---------- | ------ | ---------- | ------ | ---------- | ------------------------- |
| 2021 | "To My Star"          | To My Star (Original Webdrama Soundtrack)          | Son Woo-hyeon                | Si         | —      | Si         | —      | No         | Shaun Kim, BXN1, BXN2     |
| 2022 | "Every Single Moment" | To My Star (Original Television Soundtrack, Pt. 2) | Kim Kang-min y Son Woo-hyeon | Si         | —      | Si         | —      | No         | Kwak Jeong-im, Hong Bo-ra |
| 2022 | "On A Starry Night"   | To My Star (Original Television Soundtrack, Pt. 2) | Kim Da-eun                   | Si         | —      | Si         | —      | No         | Kwak Jeong-im             |
| 2022 | "TA-DAH!"             | To My Star (Original Television Soundtrack, Pt. 2) | Young Ki                     | Si         | —      | Si         | —      | No         | Kwak Jeong-im, Hong Bo-ra |

## Premios y nominaciones
| Año  | Premio                    | Categoría | Trabajo          | Resultado |
| ---- | ------------------------- | --------- | ---------------- | --------- |
| 2017 | Seoul Film Festival (SFF) | 2nd Place | Is Mr. Kim Dead? | Ganó      |